# Joseph Laurent Hillion
Joseph Hillion, né le 3 septembre 1821 à Bourbriac et mort le 23 mars 1891 à Guingamp, est un homme politique français. Il est maire de Bourbriac (alors Côtes-du-Nord) et député des Côtes-du-Nord de 1885 à 1889.
Il est l'arrière-grand-père paternel de l'écrivain Roger Nimier (1925-1962).

## Biographie
Joseph Laurent Hillion naît en 1821.
Il est élu maire de Bourbriac (22), en 1852, et le reste jusqu'en 1859.
Élu député des Côtes-du-Nord, en 1885, il siège jusqu'en 1889 avec la Droite et "vote constamment pour la minorité monarchiste" sans jamais monter à la Tribune
Sa fille Jeanne Hillion épouse Paul Nimier (1864-1951), dont trois fils : Paul Nimier (1890-1939), ingénieur et père de l'écrivain Roger Nimier, Marcel (1893-1982) et Henri (1898-1921). 
Joseph Hillion est décédé en 1891.

## Sources
- « Joseph Laurent Hillion », dans Adolphe Robert et Gaston Cougny, Dictionnaire des parlementaires français, Edgar Bourloton, 1889-1891 [détail de l’édition]